# Адамовский, Тадеуш
Тадеуш Адамовский (19 ноября 1901, Лозанна, Швейцария — 22 августа 1994, Нью-Йорк, США) — польский и американский хоккеист, центральный нападающий и защитник, а также один из зачинателей и становителей польского хоккея с шайбой, участник Второй мировой войны.

## Биография
Родился 19 ноября 1901 года в Лозанне (по некоторым другим данным — в 1903 году в Польше) в семье Джозефа и Антуанетты Адамовских. В 1918 году окончил школу Брауна и Николса, в том же году поступил в Гарвардский университет на экономический факультет, который он окончил в 1922 году. В 1925 году приехал в Варшаву в качестве экономического агента компании General Motors и случайно встретился с польскими хоккеистами. Поскольку он играл в различные спортивные игры в Гарвардском университете, то предложил вывести польский хоккей на пик популярности. В 1924 году начал свою игровую карьеру в ХК АЗС (Варшава). В 1927 году вошёл в сборную Польши и играл там вплоть до 1931 года. В 1937 году стал вторым призёром. Находясь в сборной Польши, сыграл 40 матчей и забил 16 шайб в ворота. С 1927 по 1930 гг. являлся капитаном команды. В 1926, 1927, 1928, 1929, 1930, 1931 и 1933 гг участвовал в Чемпионате Мира и Европы, в 1928 году принял участие в Зимних Олимпийских играх. В 1929 и 1931 гг. стал вторым призёром Чемпионата Европы. В 1929 и 1931 гг. играл за сборную Европы, противниками польских хоккеистов были канадские хоккеисты. В 1920-х годах являлся одним из самых сильнейших хоккеистов. Был высокоскоростным и тактически грамотным хоккеистом. 
В 1939 году в связи с началом Второй мировой войны он был мобилизован в армию и воевал в должности второго лейтенанта. В том же году легендарный хоккеист был захвачен в плен фашистами, но в концлагере он занимался воспитанием пленённых, организовал занятия по английскому языку, а также играл в баскетбольной команде вместе с другими узниками концлагеря. После окончания Второй Мировой войны и полного разгрома немецкого фашистского режима, переехал в США, где долгое время работал в Юнисефе.
Скончался 22 августа 1994 года в Нью-Йорке.